# Combate de Maipón (1859)
El Combate de Maipón (1859), (también llamado Batalla del Maipón) fue un enfrentamiento militar desarrollado el día 12 de abril de 1859 en el marco de la Revolución de 1859 contra el gobierno de Manuel Montt Torres, Presidente de Chile (1851-1861). El lugar fue el fundo Maipón, ubicado al norponiente de Chillán Viejo y al poniente del actual Chillán, a unos 3 kilómetros del centro de la ciudad, donde ya había ocurrido un combate el año 1813.

## Antecedentes
En enero de 1859 se inició la Revolución de 1859 de parte de los liberales contra el gobierno conservador. Bernardino Pradel y Nicolás Tirapegui llegaron a alzar La Frontera y eligiendo como líder único a Benjamín Videla Guzmán quien estableció su campamento en San Carlos de Purén pero el 8 de febrero fueron atacados sorpresivamente por el capitán Santos Alarcón que los aniquiló.
Sin embargo, los jefes rebeldes escaparon y construyeron sus fuerzas. Tirapegui consiguió alzar la guarnición de Arauco armando una montonera de 400 hombres, uniendo sus fuerzas a Videla en Santa Juana. Poco después Juan Alemparte se alzó en Concepción pero fue rápidamente reprimido. Mientras el cacique wenteche, Juan Manguin Hueno, aliándose con los liberales, saqueo Negrete. Tras esto los rebeldes ocuparon Los Ángeles y Nacimiento forzando al intendente Cornelio Saavedra Rodríguez a retroceder al norte.
Alemparte consiguió huir y alzar a los pehuenches que se les unieron a los mil rebeldes. Pero los líderes rebeldes se enfrentaron constantemente sobre qué hacer, Pradel esperaba conseguir el apoyo de más caciques y reunir unas 6000 lanzas con las que avanzar al norte y derrocar al gobierno, Tirapegui quería atacar con las fuerzas que tenía Chillán o Concepción. Al final se impuso el segundo que decidió atacar Chillán por estar menos guarnecida.
En dicha urbe estaban tanto Saavedra como el Intendente de Ñuble, coronel José Manuel Pinto Arias. Las fuerzas insurgentes salieron de Los Ángeles el 26 de marzo de 1859, llevando con ellos cerca de nueve cañones y suficientes armas y pertrechos. El día 28 de marzo el pueblo de Yumbel fue ocupado, siguiendo el ejército revolucionario rumbo al norte para tomar la Plaza de armas de Chillán. Sabiendo esto, el coronel Pinto había dispuesto una formación cívica de cerca de mil hombres.

## Movimientos previos
En la mañana del 12 de abril se supo que se acercaba a Chillán la avanzada del ejército revolucionario. El intendente Pinto dispuso una formación defensiva en las inmediaciones de una cadena de colinas pequeñas que van desde Chillán Viejo hacia el norponiente y al norte del estero Maipón (actual Estero Las Toscas), cerca del lugar que en 1813 había sido escenario de otro combate en el marco de la revolución independentista en el periodo de la Patria Vieja. Por este punto sale el camino de Chillán Viejo hacia el sur. Pinto hizo esta maniobra para cerrar el paso al enemigo a la ciudad de Chillán y a la vez para ocultar el tamaño de sus fuerzas. Las líneas gobiernistas fueron tendidas de acuerdo con la táctica de la época, esto es, infantería al centro, y protegiendo las alas la caballería y los cañones.

## La batalla
Poco después del mediodía, las fuerzas revolucionarias hacen su aparición en las llanuras ubicadas al sur del estero Maipón. Apenas Pinto hubo desplegado sus guerrillas de avanzada, los revolucionarios protegidos por las barrancas del Maipón, hicieron lo propio, al objeto de descubrir el verdadero efectivo de su adversario. Después de algunas escaramuzas preliminares, emprendieron aquellos un movimiento de conversión sobre la derecha gobiernista, a fin de rebalsarla, amagando a Chillán por aquel lado. Esto obligó a Pinto a cambiar su frente y ambos ejércitos quedaron tendidos en líneas paralelas y en dirección de norte a sur. Siendo las dos de la tarde el fuego se hizo general. Contando los rebeldes con la superioridad de su caballería, cargaron simultáneamente con ella por ambas alas, haciendo retroceder casi en desorden a los escuadrones del gobierno. En ese momento crítico, Pinto y Saavedra acudieron a proteger con tropas de refresco las extremidades de su línea y lograron poner en fuga a los asaltantes que se retiraron sobre el grueso del ejército revolucionario que ya empezaba a flaquear bajo el fuego de la infantería del centro gobiernista.

## Consecuencias
El desastre de los facciosos fue completo. En confusos pelotones huyeron al sur, perseguidos de cerca por los vencedores, que les hicieron más de trescientos prisioneros, muchos de ellos oficiales. El resto escapó protegido por las sombras de la noche. Toda la artillería rebelde y la mayor parte de su armamento quedaron en poder del ejército del gobierno, cuyas bajas ascendieron a 13 muertos y 55 heridos.
Los rebeldes sobrevivientes retrocedieron al sur tratando de refugiarse en la Araucanía siendo perseguidos sin descanso por Pinto y Saavedra, lo que les impidió poder reagrupar sus fuerzas. Nueve días más tarde, el comandante Domingo Salvo aniquilaba en Picus los últimos restos de la montonera, y Antonio Córdoba, designado intendente de Arauco, asumía tranquilamente su cargo. La Alta Frontera se pacificó en toda su extensión.